# Fumaria microstachys
Fumaria microstachys är en vallmoväxtart som beskrevs av Kral. och Heinrich Carl Haussknecht. Fumaria microstachys ingår i släktet jordrökar, och familjen vallmoväxter. Inga underarter finns listade i Catalogue of Life.